# Ameerega
Az Ameerega a kétéltűek (Amphibia) osztályának békák (Anura) rendjébe, ezen belül a nyílméregbéka-félék (Dendrobatidae) családjába tartozó nem.

## Előfordulásuk
Az Ameerega-fajok előfordulási területe Panamától délre Dél-Amerika északi feléig tart.

## Rendszerezés
A nembe az alábbi fajok tartoznak; a lista legtöbb faja korábban az Epipedobates nembe volt besorolva:
- Ameerega altamazonica Twomey & Brown, 2008
- Ameerega bassleri (Melin, 1941)
- Ameerega berohoka Vaz-Silva & Maciel, 2011[4]
- Ameerega bilinguis (Jungfer, 1989)
- Ameerega boehmei Lötters, Schmitz, Reichle, Rödder & Quennet, 2009
- Ameerega boliviana (Boulenger, 1902)
- Ameerega braccata (Steindachner, 1864)
- Ameerega cainarachi (Schulte, 1989)
- Ameerega flavopicta (Lutz, 1925)
- Ameerega hahneli (Boulenger, 1884)
- Ameerega ignipedis Brown & Twomey, 2009
- Ameerega imasmari Brown, Siu-Ting, von May, Twomey, Guillory, Deutsch & Chávez, 2019
- Ameerega ingeri (Cochran & Goin, 1970)
- Ameerega macero (Rodriguez & Myers, 1993)
- Ameerega munduruku Neves, Silva, Akieda, Cabrera, Koroiva & Santana, 2017
- Ameerega panguana Brown, Siu-Ting, von May, Twomey, Guillory, Deutsch & Chávez, 2019
- Ameerega parvula (Boulenger, 1882)
- Ameerega pepperi Brown & Twomey, 2009
- Ameerega petersi (Silverstone, 1976)
- Ameerega picta (Bibron, 1838)
- Ameerega planipaleae (Morales & Velazco, 1998)
- Ameerega pongoensis (Schulte, 1999)
- Ameerega pulchripecta (Silverstone, 1976)
- Ameerega rubriventris (Lötters, Debold, Henle, Glaw & Kneller, 1997)
- Ameerega shihuemoy (Serrano, 2017)
- Ameerega silverstonei (Myers & Daly, 1979)
- Ameerega simulans (Myers, Rodriguez & Icochea, 1998)
- Ameerega trivittata (Spix, 1824) - típusfaj
- Ameerega yoshina Brown & Twomey, 2009

## Fordítás
- Ez a szócikk részben vagy egészben  az   Ameerega című angol Wikipédia-szócikk ezen változatának fordításán alapul.  Az eredeti cikk szerkesztőit annak laptörténete sorolja fel. Ez a jelzés csupán a megfogalmazás eredetét és a szerzői jogokat jelzi, nem szolgál a cikkben szereplő információk forrásmegjelöléseként.